# Court Tomb von Knockergrana
Das Court Tomb von Knockergrana im gleichnamigen Townland (irisch Cnocar Grana) liegt auf einer Wiese hinter Gebäuden einer  Farm im County Donegal in der Republik Irland. Es ist  1,5 km von dem imposanten Court Tomb von Laragirril (das auch als Temple of Deen bekannt ist) entfernt.
Court Tombs gehören zu den megalithischen Kammergräbern (englisch chambered tombs) der Insel. Sie werden mit über 400 Exemplaren überwiegend in Ulster im Norden der Republik Irland beziehungsweise in Nordirland gefunden. 

## Beschreibung
Das Court Tomb liegt auf einem 30 m langen und zwischen 13 und 10 m breiten flachen Hügel. Es ist von Osten nach Westen ausgerichtet; auf welcher Seite der Eingang war, lässt sich nicht mehr bestimmen.
Das Monument ist stärker beschädigt und hat keine Decksteine mehr. In einer Beschreibung von 1867 wird davon gesprochen, dass ein großer Deckstein mindestens eine der Kammern bedeckte. Die Anlage besteht aus einer 10 m langen, in mindestens drei Kammern unterteilten, Galerie. Laut einer Beschreibung von 1897 war diese von einem Cairn (Steinhügel) aus Bruchsteinen und Erde bedeckt. Nach örtlichen Informationen wurde das Monument zusätzlich zu Beginn des 20. Jahrhunderts durch Sprengungen mit Dynamit beschädigt.